# ستيف ديكر
ستيف ديكر (بالإنجليزية: Steve Decker)‏ هو لاعب كرة قاعدة أمريكي، ولد في 25 أكتوبر 1965 في روك أيلاند في الولايات المتحدة.

## وصلات خارجية
- ستيف ديكر على موقعبيزبول رفرنس.كوم (الدوري الرئيسي) (الإنجليزية)
- ستيف ديكر على موقعبيزبول رفرنس.كوم (الدوري الثانوي) (الإنجليزية)
- ستيف ديكر على موقع مشجعي الرسوم البيانية (الإنجليزية)